# Guatavita
Guatavita là một khu tự quản thuộc tỉnh Cundinamarca, Colombia. Thủ phủ của khu tự quản Guatavita đóng tại Guatavita Khu tự quản Guatavita có diện tích ki lô mét vuông. Đến thời điểm ngày 28 tháng 5 năm 2005, khu tự quản Guatavita có dân số 5752 người.